# Székely (település)
Székely község Szabolcs-Szatmár-Bereg vármegyében, a Kemecsei járásban.

## Fekvése
A vármegye középső-keleti részén fekszik, Baktalórántházától északnyugatra
A szomszédos települések: észak felől Demecser, kelet felől Ramocsaháza, délkelet felől Nyíribrony, dél felől Nyírtét, nyugat felől pedig Nyírbogdány. Északkelet felől a legközelebbi település Berkesz, de közigazgatási területeik nem érintkeznek.

### Megközelítése
A legfontosabb közúti megközelítési útvonala a 4-es főút, amely áthalad a területén. Régebben a belterületét is érintette, ma már nyugat felől elkerüli azt; a központon áthaladó régi szakasz azóta mellékútként a 4114-es útszámot viseli. Demecserrel a 3831-es, Nyírtéttel a 4103-as, Baktalórántházával pedig a 4104-es út köti össze. Határszélét nyugaton érinti még a 3836-os út is.
Vasútvonal nem érinti.

## Nevének eredete
Neve az egykori székely lakosságú gyepűvédő őrség emlékét őrzi.

## Története
Az Árpád-kori település neve 1284-ben már említve volt a Zichy okmánytárban őrzött egyik oklevelében Villa Zekul néven.
1316-ból már ismerjük birtokosait is, akik a Hontpázmány nemzetséghez tartozó Bánki Lőkös fiai voltak.
1324 és 1331 között a Balogsemjén nemzetségbeli Ubul dédunokája, Nagysemlyéni István fia László, a Kállay család őse szerezte meg, s 1427-ben kelt adománylevelével a Kállayak e birtokjogát Zsigmond magyar király is megerősítette.
A 16. században birtokosok voltak itt még a Bancsay, Lővey családok és csepei Zoltán család is, s a Zoltán családot írták birtokosának még 1772-ben is.
A település határába estek a mára már elpusztult Iliatelke, Juha és Őze települések is.

## Közélete

### Polgármesterei
- 1990–1994: Szőke Sándor (független)[3]
- 1994–1998: Szőke Sándor (független)[4]
- 1998–2002: Dr. Faragó György (Fidesz)[5]
- 2002–2006: Dr. Faragó György (Fidesz)[6]
- 2006–2010: Dr. Faragó György (Fidesz-KDNP)[7]
- 2010–2014: Dr. Faragó György (Fidesz)[8]
- 2014–2019: Juhászné Oroszi Enikő (független)[9]
- 2019–2024: Juhászné Oroszi Enikő (független)[10]
- 2024– : Juhászné Oroszi Enikő (független)[1]

## Népesség
A település népességének változása:
| Lakosok száma | 1046 | 1036 | 1044 | 1035 | 981  | 1004 | 1009 |
|               | 2013 | 2014 | 2015 | 2021 | 2022 | 2023 | 2024 |

2001-ben a település lakosságának 98%-a magyar, 2%-a cigány nemzetiségűnek vallotta magát.
A 2011-es népszámlálás során a lakosok 88,8%-a magyarnak, 13,3% cigánynak mondta magát (10,1% nem nyilatkozott; a kettős identitások miatt a végösszeg nagyobb lehet 100%-nál). A vallási megoszlás a következő volt: római katolikus 24,8%, református 38,6%, görögkatolikus 10,8%, felekezeten kívüli 9,1% (16,6% nem válaszolt).
2022-ben a lakosság 91,2%-a vallotta magát magyarnak, 12,6% cigánynak, 0,3% ukránnak, 0,2% horvátnak, 0,1-0,1% szerbnek, szlovénnek, lengyelnek, németnek és örménynek, 1,2% egyéb, nem hazai nemzetiségűnek (8,7% nem nyilatkozott; a kettős identitások miatt a végösszeg nagyobb lehet 100%-nál). Vallásuk szerint 14,1% volt római katolikus, 37% református, 10,3% görög katolikus, 1,3% egyéb keresztény, 0,3% ortodox, 0,2% evangélikus, 9,8% felekezeten kívüli (26,6% nem válaszolt).

## Nevezetességei

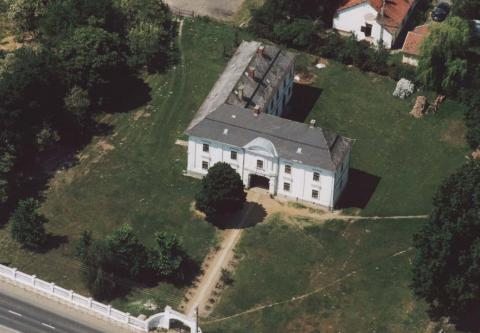
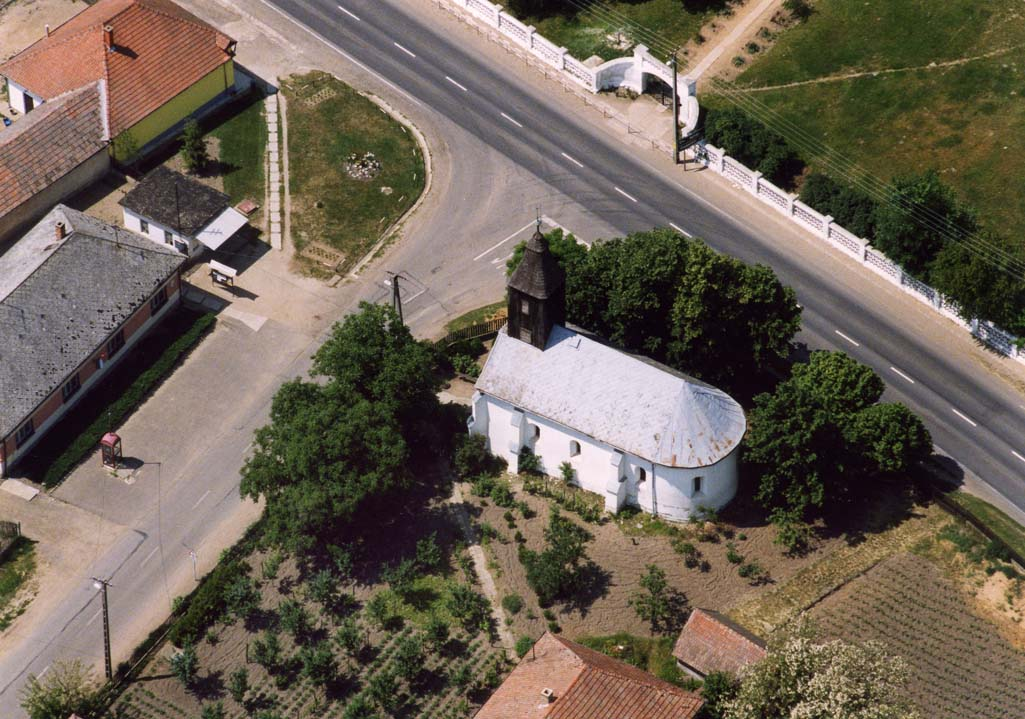
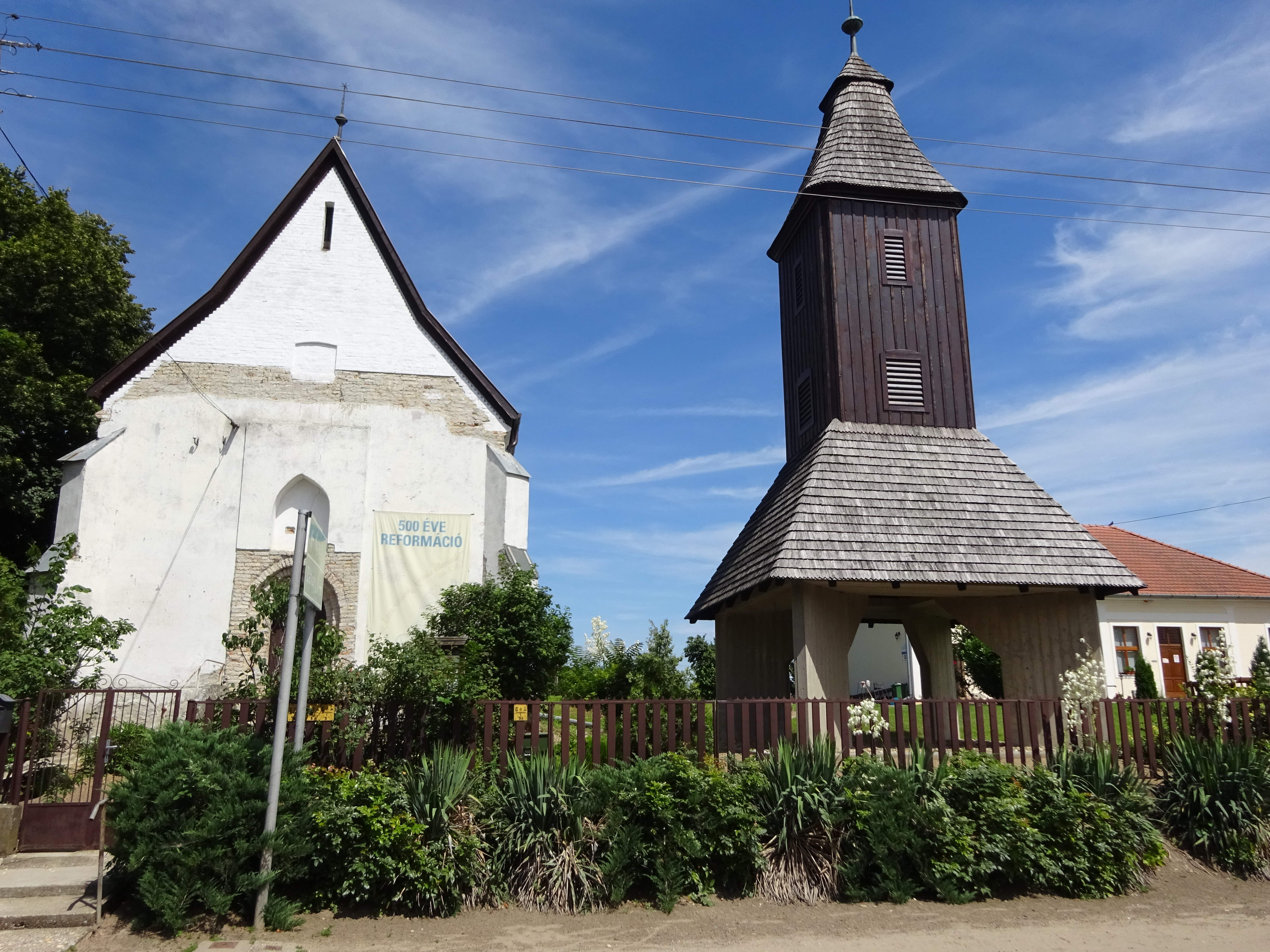
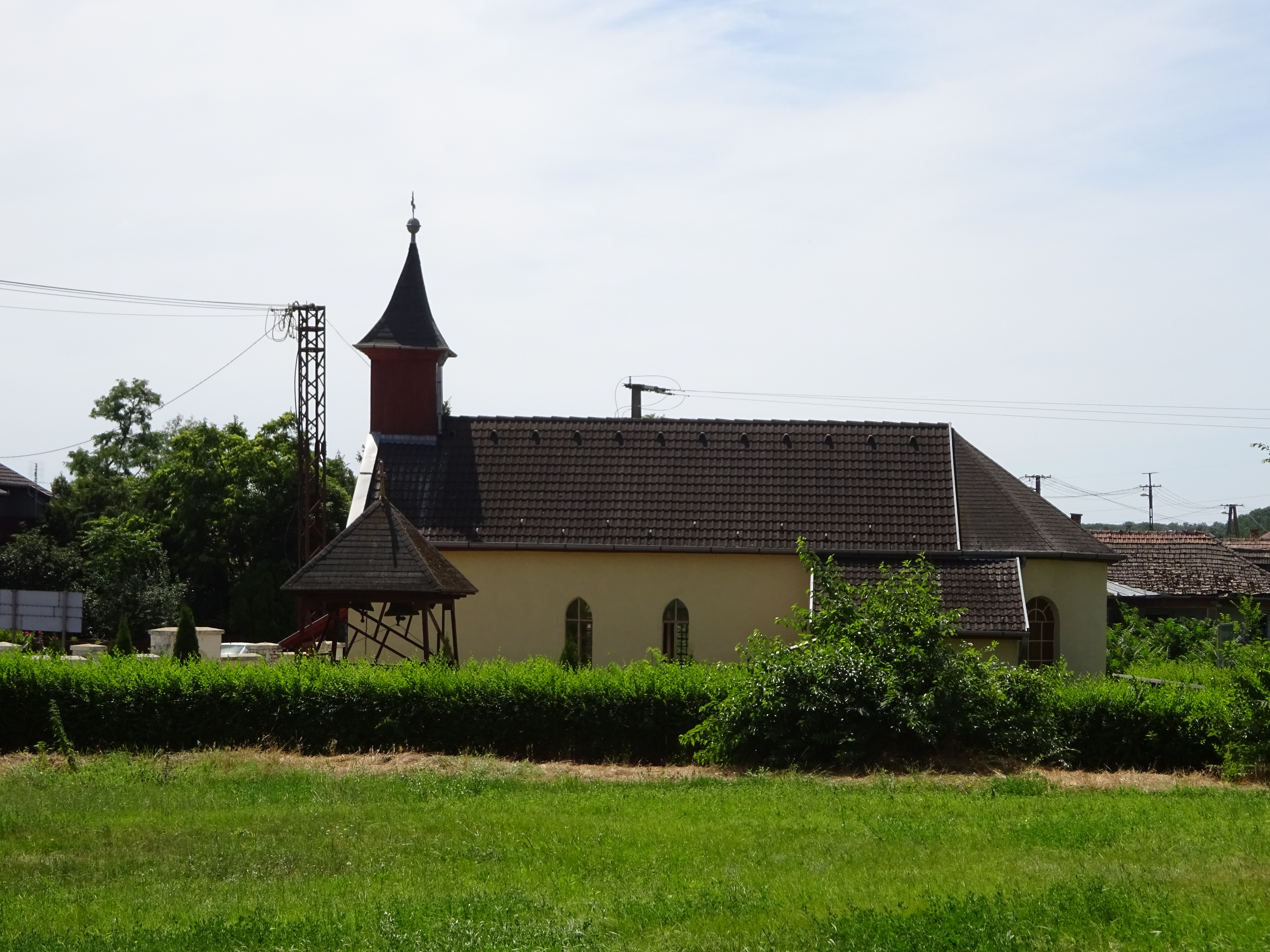

- Református temploma - A 13–14. századból való, román, gótikus stílusú épület.
- Orosz-kastély
- A katolikus templom  egykor a kastély kápolnája volt. A kápolna eredetileg nagy területre kiterjed , a kastéllyal egy időben épült.

## Híres emberek
- Itt született 1854. november 17-én Nyíri Sándor honvéd altábornagy, honvédelmi miniszter.
- Itt született 1935. november 6-án Lipták András Széchenyi-díjas magyar szerves kémikus, rektor, egyetemi tanár, a Magyar Tudományos Akadémia rendes tagja, 1987 és 1989 között a Kossuth Lajos Tudományegyetem Természettudományi Kar dékánja, 1990 és 1993 között az egyetem rektora.

## Külső hivatkozások
- Székely az utazom.com honlapján